# Ivan Mactaggart
Ivan Mactaggart é um produtor de cinema britânico. Foi indicado ao Oscar de melhor filme de animação na edição de 2018 pelo trabalho na obra Loving Vincent.

## Filmografia
- The Truth About Love (2005)
- Wilderness (2006)
- Fish Tank (2009)
- Moon (2009)
- My Week with Marilyn (2012)
- Loving Vincent (2017)